# Cicantayan (plaats)
Cicantayan is een bestuurslaag in het regentschap Sukabumi van de provincie West-Java, Indonesië. Cicantayan telt 7747 inwoners (volkstelling 2010).